# Cladomnion gracile
Cladomnion gracile là một loài rêu trong họ Ptychomniaceae. Loài này được (Hampe) Mitt. mô tả khoa học đầu tiên năm 1869.